# Sekou Bangoura
 Sekou Bangoura  (nacido el 18 de noviembre de 1991) es un tenista profesional estadounidense, nacido en Bradenton.

## Carrera
Su mejor ranking individual es el N.º 279 alcanzado el 15 de febrero de 2016, mientras que en dobles logró la posición 185 el 7 de marzo de 2016.
No ha logrado hasta el momento títulos de la categoría ATP ni de la ATP Challenger Tour, aunque sí ha obtenido varios títulos Futures tanto en individuales como en dobles.